# Tekućica
Tekućica (cyr. Текућица) – wieś w Bośni i Hercegowinie, w Republice Serbskiej, w mieście Doboj. W 2013 roku liczyła 630 mieszkańców.